# John Martyn
John Martyn OBE, född Iain David McGeachy 11 september 1948 i New Malden, England, död 29 januari 2009 i Kilkenny, Irland, var en brittisk låtskrivare, sångare och gitarrist. Martyn lanserade 21 studioalbum och hans musik rör sig i ett brett spektrum av folkmusik, rock, blues och jazz. Bland hans mest uppskattade skivor kan nämnas 1973 års Solid Air och 1977 års One World. Den sistnämnda togs med i boken 1001 album du måste höra innan du dör.
Martyn avled 2009 till följd av ARDS.

## Diskografi (urval)
Studioalbum
- London Conversation (1967)
- The Tumbler (1968)
- Stormbringer! (1970) (med Beverley Martyn)
- The Road to Ruin (1970) (med Beverley Martyn)
- Bless the Weather (1971)
- Solid Air (1973)
- Inside Out (1973)
- Sunday's Child (1975)
- One World (1977)
- Grace and Danger (1980)
- Glorious Fool (1981)
- Well Kept Secret (1982)
- Sapphire (1984)
- Piece by Piece (1986)
- The Apprentice (1990)
- Cooltide (1991)
- No Little Boy (1992)
- And (1996)
- The Church with One Bell (coveralbum) (1998)
- Glasgow Walker (2000)
- On the Cobbles (2004)
- Heaven and Earth (2011)